# Wilhelm Kammeier
Friedrich Wilhelm Ferdinand Kammeier (* 3. Oktober 1889 in Nienstädt (Kreis Stadthagen); † 23. Mai 1959 in Arnstadt) war zunächst Volksschullehrer. Später betätigte er sich als autodidaktischer Historiker und Schriftsteller. Während seine frühen schriftstellerischen Versuche weitgehend unbeachtet blieben, erlangten mehrere von ihm in den 1930er Jahren verfasste Schriften über Fälschungen mittelalterlicher Urkunden einige Aufmerksamkeit.

## Lebenslauf
Wilhelm Kammeier wuchs in einfachen Verhältnissen im damaligen Fürstentum Schaumburg-Lippe auf. Sein Vater Friedrich Wilhelm Kammeier betrieb neben seiner Tätigkeit als Bergschmied und Bergmann noch eine kleine Hofstelle in Nienstädt. Seine Mutter Wilhelmine Kammeier, geborene Horstmeier, war gebürtig aus dem Nachbarort Liekwegen. Bereits 1912 wird seine Mutter im „Adressbuch für das Fürstentum Schaumburg-Lippe“ als Witwe genannt.
Von Ostern 1909 bis Ostern 1911 besuchte Kammeier das Lehrerseminar in Bückeburg. Seine schulischen Leistungen auf dem Gymnasium waren eher unterdurchschnittlich gewesen. In der Prüfung zum Schulamtskandidaten am Lehrerseminar erreichte Kammeier zwar in der schriftlichen Prüfung des Faches Geschichte ein „Genügend“, in den mündlichen Prüfungen dieses Faches allerdings schloss er mit dreimal „Nicht genügend“ ab. Für die damaligen sechs Seminaristen, die die Prüfung bestanden hatten, standen nur drei Stellen zur Verfügung, und der damalige Seminarleiter und fürstliche Landesschulinspektor Ernst Schwerdtfeger schlug vor, dass Kammeier in dem Stadthagen benachbarten Dorf Wendthagen eine Stelle als Junglehrer der dortigen Volksschule erhalten sollte.
Ernst Schwerdtfeger urteilte am 30. März 1911 folgendermaßen über Wilhelm Kammeier: „Kammeier ist ein junger Mann, der die Neigung hat, sich in höheren Regionen zu bewegen, und der dabei den Blick für die Wirklichkeit zu verlieren Gefahr läuft. Es ist deshalb notwendig, ihn einem nüchternen, praktischen und energischen Manne an die Seite zu stellen. Ein solcher ist der Lehrer Reese in Wendthagen.“
So versah Kammeier von 1912 bis mindestens 1918 in Wendthagen seinen Dienst als dritter Lehrer zunächst zur Probe, später dann in Festanstellung. Der Lehrer Reese und Wilhelm Kammeier hatten es sich zum Ziel gesetzt, die begabten Jugendlichen der Volksschule auch nach Beendigung der Pflichtschulzeit noch weiter zu fördern und sie für die Kultur und den Sport zu interessieren. Aus diesem Engagement erwuchs eine Art Abendschule, in der die Jugendlichen sich für weiterführende Schulen bilden oder berufsqualifizierende Prüfungen ablegen konnten. Verbunden damit war die Gründung eines – noch heute bestehenden – Turnvereins, in dem auch Theater gespielt wurde. Kammeier oblag dabei die Inszenierung der Stücke, während Reese sich um die allgemeine Organisation kümmerte. Kammeier betätigte sich auch als Verfasser von Theaterstücken.
Kammeier, dem Hans-Helmut Reese „Ideenreichtum“ und ein gewinnendes Wesen bescheinigt, fühlte sich im damaligen reglementierten Schulbetrieb trotz der von Lehrer Reese als erfolgreich empfundenen Zusammenarbeit wahrscheinlich nicht recht wohl; jedenfalls ist seine Stelle im Jahrgang 1921 des Schaumburg-Lippischen Staatshandbuches als unbesetzt ausgewiesen.
In den Jahren 1921/22 begann die publizistische Tätigkeit von Wilhelm Kammeier mit einem Aufsatz „Über die rassische Zugehörigkeit der Bewohner Schaumburg-Lippes sowie der mittel- und norddeutschen Trachtengebiete überhaupt“. 1935 publizierte der Adolf-Klein-Verlag die ersten vier Hefte seiner Arbeiten zur „Fälschung der deutschen Geschichte“. Es folgten bis 1940 noch weitere sieben Publikationen zum gleichen Thema. Obwohl Kammeier sich „durchaus systemkonform verhielt und dem herrschenden Geist oder besser Ungeist mit seinen Thesen zupaß war“, war er nie Mitglied der Nationalsozialistischen Deutschen Arbeiterpartei.
In Kürschners Deutschem Gelehrten-Kalender des Jahres 1940/41 ist Wilhelm Kammeier als in Nienstädt wohnhafter Privatgelehrter mit den Themen „Geschichtskritische Methodik, Geschichte des Mittelalters, Kirchengeschichte, Religionsgeschichte“ eingetragen.
Zu einem unbekannten Zeitpunkt zog Kammeier mit seiner zweiten Ehefrau nach Hannover um. Während des Zweiten Weltkriegs und der Luftangriffe auf Hannover wohnte er zeitweise beim Ehepaar Reese in Petzen bei Bückeburg – mit dem Lehrer Reese verband ihn seit 1923 ein gelegentlicher Briefkontakt, und beim Ehepaar Reese fühlten sich die Kammeiers während des Krieges sicher – und fuhr von dort aus gelegentlich nach Hannover.
Nach dem Krieg wohnte er mit seiner Frau in der thüringischen Stadt Arnstadt (damals DDR), wo er 1959 verarmt starb.

## Geschichtsforschung
Kammeier erklärte die damaligen Methoden der Geschichtswissenschaft bei der Prüfung von Quellen auf Echtheit für unzulänglich. Er wollte in seinen Büchern nachweisen, dass es sich bei einer Vielzahl mittelalterlicher Urkunden um „Falschstücke“ gehandelt habe, die „Ausflüsse der spätmittelalterlichen, gelehrten universalen Geschichtsverfälschungsaktion“ gewesen seien. Verantwortlich gewesen sei für diese Fälschungen im 15. Jahrhundert eine „humanistische Aktion“, die „sich über einen Zeitraum von mindestens einem Jahrhundert erstreckte“. Bestanden habe sie aus einer „dauernd neu aufgefüllten[n] gelehrte[n] Armee von rund tausend Mann, die sich auf die einzelnen Klöster und sonstige Fälschungsfilialen des Abendlandes verteilte“; diese habe „die von Rom geleitete Riesenaufgabe der Umfälschung der mittelalterlichen Geschichte bis ins Kleinste und Nebensächlichste zu bewältigen gehabt“. So sei ein „an den Germanen verübte[r] große[r] Kulturdiebstahl“ geschehen oder, wie es der Historiker Horst Fuhrmann in seiner Kammeiers Thesen ablehnenden Kritik formuliert, es sei „mit einem Schlag das lautere Germanentum aus den Geschichtsquellen heraus- und das römische Kirchentum hineinmanipuliert“ worden.
Seit 1979 veröffentlichte der nach dem Verfassungsschutzbericht 1998 als rechtsextrem eingestufte Verlag für ganzheitliche Forschung und Kultur Nachdrucke seiner Werke zur mittelalterlichen „Geschichtsfälschung“, wobei oft kleinere Schriften zusammengefasst wurden. 1982 erschien in diesem Verlag ein Buch unter dem Titel Die Fälschung der Geschichte des Urchristentums, das Kammeier angeblich in den Jahren 1942–1956 geschrieben hatte.
Daneben sind es vor allem der in Köln ansässige Verein „Wilhelm Kammeier e. V.“ oder die Autoren Uwe Topper und Christoph Pfister, die sich auf Kammeiers Bücher berufen. Größere öffentliche Aufmerksamkeit bei gleichzeitiger einhelliger Ablehnung von Seiten der Fachwissenschaft erlangten einige Schriften Heribert Illigs, dessen Buch Das erfundene Mittelalter streckenweise wie eine Variation von Kammeiers „Geschichtsfälschungs“-Schriften erscheint. Einzelne Aussagen und gar Quellenangaben lassen erkennen, dass sie offenbar von Kammeier übernommen wurden, ohne dass Illig dies seinen Lesern deutlich macht.

## Kritik
Bei den zeitgenössischen Rezensenten seiner Werke stieß Kammeier auf sehr gegensätzliche Reaktionen: Etablierte Historiker bekundeten einhellig und in teilweise recht deutlichen Worten ihre Ablehnung gegenüber den von Kammeier vorgebrachten Behauptungen. Sie wiesen insbesondere auf nicht zu übersehende Mängel an Kenntnissen über Methoden und Ergebnisse wissenschaftlich betriebener Geschichtsforschung hin. Ein weiterer Kritikpunkt war, dass Kammeier sich nie mit den Originalen der Urkunden befasst habe. Der Einblick in diese sei ihm nach eigenen Aussagen von den entsprechenden Archiven verweigert worden. In deutsch-rassistischen Blättern wurden Kammeiers Schriften hingegen verhalten positiv beurteilt.

## Werke (Auswahl)
- Einige chinesisch-mongolische Stammwörter in Niedersachsen. In: Niedersachsen. Niederdeutsche Zeitschrift für Volkstum und Heimatschutz in Wort und Bild. Band 28, 1922/23, S. 31–34.
- Die Fälschung der urkundlichen Quellen des deutschen Mittelalters. 35 Seiten, Adolf Klein Verlag, Leipzig 1935.
- Die Wahrheit über die Geschichte des Spätmittelalters. Zusammenfassender Faksimile-Druck des Verlags für ganzheitliche Forschung, 426 Seiten, Wobbenbühl 1979.
- Neue Beweise für die Fälschung der Deutschen Geschichte. Adolf Klein Verlag, Leipzig 1936.
- Die Fälschung der Geschichte des Urchristentums (entstanden 1942 bis 1956). Aus dem Nachlass des Autors herausgegeben und bearbeitet von Roland Bohlinger. Verlag für ganzheitliche Forschung, Wobbenbühl 1982.